# Tormás
Tormás is een plaats (község) en gemeente in het Hongaarse comitaat Baranya. Tormás telt 344 inwoners (2001).